# Рижкова Наталія Миколаївна
Наталія Миколаївна Рижкова (нар. 31 травня 1992, Біла Церква, Україна) — українська театральна акторка.

## Життєпис
Наталія Рижкова народилася 31 травня 1992 року в Білій Церкві.
У 2015 році з відзнакою закінчила Київський національний університет культури і мистецтв (майстерня Гусакової Ніни Миколаївни).
З 2015 року служить в Миколаївському національному академічному українському театрі драми та музичної комедії.
Член Національної спілки театральних діячів України (з 2018 року).

## Театральні роботи
| Миколаївський національний академічний український театр драми та музичної комедії |                   |                                                |
| Вистава                                                                            | Роль              | Режисер                                        |
| «9 життів Едіт Піаф»                                                               | Едіт Піаф         | Заслужений діяч мистецтв України Сергій Павлюк |
| «За двома зайцями»                                                                 | Проня Прокоповна  | Євген Мерзляков                                |
| «Кар'єра за прізвищем» («Мина Мазайло»)                                            | Мокрина Мазайло   | Євгеній Резніченко                             |
| «Сон літньої ночі»                                                                 | Іпполіта, Тітанія | Євгеній Резніченко                             |
| «Труфальдіно з Бергамо»                                                            | Змеральдіна       | Заслужений діяч мистецтв України Сергій Павлюк |
| «Тартюф»                                                                           | Доріна            | Євгеній Резніченко                             |
| «Родина напрокат» («Мсьє Амількар або людина, яка платить»)                        | Вірджинія         | Євгеній Резніченко                             |
| «Женихи»                                                                           | Фекла             | Лінас Зайкаускас                               |
| «Сублімація кохання»                                                               | Паола             | Заслужений артист України Сергій Чверкалюк     |
| «Незнайомка»                                                                       | Наталія           | Віталій Маркитан                               |
| «Одного разу в Нью-Йорку»                                                          | Таня              | Заслужений діяч мистецтв України Сергій Павлюк |
| «Маруся Чурай»                                                                     | Галя Вишняківна   | Заслужений діяч мистецтв України Сергій Павлюк |
| «Наречена для батька»                                                              | Даріко            | заслужений діяч мистецтв України Олег Ігнатьєв |
| «Легенда про Тіля»                                                                 | Стівен            | Максим Голенко                                 |
| «Біла ворона»                                                                      | Повія             | Максим Голенко                                 |
| «Хазяїн»                                                                           | Павлина           | Максим Голенко                                 |
| «Мертві душі»                                                                      | Софія Іванівна    | Народний артист України Ігор Славинський       |
| «Закат»                                                                            | Мадам Попятник    | Максим Голенко                                 |
| «Тарасові весни»                                                                   | Веснянка          | Заслужений діяч мистецтв України Олег Ігнатьєв |